# فرهاد سلیمی
فرهاد سلیمی (۱۳۵۵ – ۳ بهمن ۱۴۰۲) روحانی اهل سنت و زندانی عقیدتی اهل ایران بود که پس از ۱۴ سال حبس، به هنگام اذان صبح در زندان قزلحصار کرج اعدام شد.
سلیمی به همراه شش متهم دیگر این پرونده اسفند ۱۳۹۴ در شعبه ۲۸ دادگاه انقلاب تهران به ریاست قاضی محمد مقیسه با سه اتهام «عضویت در گروهک غیرقانونی القاعده و محاربه و افساد فی‌الارض»، «قبول مال مسروقه و کمک به مجرم برای خلاصی از محکمه و قتل»، و در نهایت «معاونت در قتل عبدالرحیم تینا، خرید و فروش، نگهداری و حمل‌ونقل اسلحه و مهمات جنگی» به اعدام محکوم شده بود. هرچند این حکم در دیوان عالی کشور توسط قاضی علی رازینی نقض شد. اما در بررسی مجدد در شعبه ۱۵ دادگاه انقلاب تهران، ابوالقاسم صلواتی دوباره حکم اعدام برای آنها صادر کرد و علی رازینی، قاضی شعبه ۴۱ دیوان عالی جمهوری اسلامی مجازات اعدام را تأیید کرد.
اعدام سلیمی بدون اطلاع خانواده و استفاده از حق انجام آخرین دیدار اجرا شد. وبگاه هه‌نگاو در اینباره نوشت: «این زندانی مذهبی روز یک‌شنبه به سلول انفرادی منتقل شد و اجازه آخرین ملاقات وی با خانواده را نداده‌اند و به آنها گفته شده که فردا برگردند.» جسد فرهاد سلیمی به خانواده‌اش تحویل شد و در شهر صاحب، در نزدیکی سقز به خاک سپرده شد.
کمپین حقوق بشر در ایران نوشت: «قتل حکومتی محمد قبادلو و فرهاد سلیمی یک بار دیگر نشان داد که سکوت و بی‌عملی جامعه جهانی در برابر تداوم رفتارهای غیرانسانی و ناقض حقوق بشر در ایران، نیروی مضاعف ماشین کشتار جمهوری اسلامی است».